# Lesław Ćmikiewicz
Lesław Ćmikiewicz (ur. 3 maja 1947, urzędowo 25 sierpnia 1948, we Wrocławiu) – polski piłkarz i trener.

## Kariera piłkarska
Jako piłkarz występował na pozycji pomocnika. Wychowanek Lotnika Wrocław (1960–1965). Następnie występował w Śląsku Wrocław (1965–1970), Legii Warszawa (1970–1979) oraz klubach amerykańskich: New York Arrow (1980) i Chicago Horizon (1980-1981). Największe sukcesy odniósł broniąc barw warszawskiej Legii, w której rozegrał 226 meczów i strzelił 14 bramek. Z Legią zdobył Wicemistrzostwo Polski w 1971, Puchar Polski w 1973 i 1980 oraz ćwierćfinał Pucharu Europy w 1971. Pełnił także funkcję kapitana drużyny.
W reprezentacji Polski rozegrał 57 meczów (1970–1979). Dwukrotny medalista olimpijski: złoty z Monachium (1972) i srebrny z Montrealu (1976). Uczestniczył w Mistrzostwach Świata w RFN w 1974, gdzie reprezentacja Polski prowadzona przez Kazimierza Górskiego zdobyła trzecie miejsce.

## Kariera trenerska
Po zakończeniu kariery piłkarskiej rozpoczął pracę jako trener. Zaczynał od asystowania Kazimierzowi Górskiemu w Legii (1981–1982). Następnie prowadził drużyny klubowe, m.in. Motor Lublin (awans do Ekstraklasy 1982/83), Stal Rzeszów, Górnika Zabrze, Hutnika Kraków, Pogoń Szczecin, Gwardię Warszawa i RKS Radomsko. Asystent selekcjonera reprezentacji Polski Andrzeja Strejlaua w latach 1989–1993. Samodzielnie prowadził drużynę narodową w trzech ostatnich meczach eliminacji Mistrzostw Świata jesienią 1993. Selekcjoner młodzieżowej reprezentacji Polski w latach 1999–2001 (1/8 finału Młodzieżowych Mistrzostw Europy). Asystent Stefana Majewskiego w Amice Wronki (2003–2004). Przez kilka lat asystent Kazimierza Górskiego w drużynie oldbojów „Orły Górskiego”. Prowadził też wiele drużyn w meczach pokazowych. Działa przy organizowaniu turniejów drużyn dziecięcych i szkolnych. Od rundy jesiennej sezonu 2005/2006 prowadził trzecioligowy klub piłkarski Tur Turek. Zrezygnował 26 kwietnia 2006 po porażce ze Zdrojem Ciechocinek. Od 2 października 2006 pełni obowiązki II trenera Cracovii.
Od 2014 członek Klubu Wybitnego Reprezentanta.
Był członkiem honorowego komitetu poparcia Bronisława Komorowskiego przed wyborami prezydenckimi w Polsce w 2015.

## Odznaczenia i wyróżnienia
- Krzyż Oficerski Orderu Odrodzenia Polski (2001)[5]
- Złoty Krzyż Zasługi (1972)[6]
- Złota Odznaka PZPN (1972)[7]
- Nagroda Miasta Stołecznego Warszawy (2011)[8]